# Barbarossa-Klasse
Die Barbarossa-Klasse war eine Serie großer Passagierschiffe mit viel Laderaumvolumen, die der Norddeutsche Lloyd (NDL) in Deutschland für den Reichspostdampferdienst bauen ließ. Die ersten vier Schiffe waren für den Australien-Dienst vorgesehen und die ersten in Deutschland gebauten Schiffe über 10.000 BRT. Weitere vier Schiffe wurden für den Ostasien-Dienst bestellt. Dazu kamen noch eine vergrößerte Ausführung für den Australiendienst des NDL und zwei verbesserte Schiffe für die HAPAG, die beide nie auf einer Reichspostdampferlinie eingesetzt wurden. Alle Schiffe waren Doppelschraubendampfer mit zwei Schornsteinen und zwei Masten.

## Einsatz NDL

### Australien-Linie
Auf der Reichspostdampferlinie nach Australien kamen die vier ersten Dampfer der Barbarossa-Klasse Friedrich der Große, Barbarossa, Königin Luise und Bremen ab 1896/97 zum Einsatz. Am 11. November 1896 startete die Friedrich der Große als Reichspostdampfer von Bremerhaven aus zu ihrer Jungfernreise via Sues nach Sydney. Auf dieser Stammstrecke führte sie 14 Rundreisen durch; die letzte begann am 21. Januar 1914. Damit war die Friedrich der Große das erste und das letzte Schiff dieser Klasse des NDL auf der Australienstrecke. Die Schiffe dieser Klasse fuhren vor allem im Herbst und Winter nach Australien. Die übrigen Abfahrten wurden von älteren Reichspostdampfern und den Schiffen der Städte-Klasse, später der Feldherren-Klasse bedient.
Ab 1900 kam noch das vergrößerte Halbschwesterschiff Grosser Kurfürst hinzu. die bis zum Ende ihrer Einsatzzeit auf dieser Strecke das größte dort eingesetzte Schiff war. Zwischen November 1900 und Januar 1912 führte die Grosser Kurfürst allerdings nur neun Rundreisen nach Australien durch. Sie war in diesem Zeitraum das größte nach Australien eingesetzte Passagierschiff und blieb es bis 1913, als der Blue Funnel-Liner Ulysses (14.449 BRT) zum Einsatz kam.
| nach Australien     | nach Australien | nach Australien      | nach Australien            |
| ------------------- | --------------- | -------------------- | -------------------------- |
| Friedrich der Große | 14 Rundreisen   | ab 11. November 1896 | zuletzt 21. Januar 1914    |
| Barbarossa          | 12 Rundreisen   | ab 8. Januar 1897    | zuletzt 21. Oktober 1910   |
| Königin Luise       | 10 Rundreisen   | ab 17. November 1897 | zuletzt 25. Oktober 1911   |
| Bremen              | 16 Rundreisen   | ab 20. Oktober 1897  | zuletzt 27. September 1911 |
| Grosser Kurfürst    | 9 Rundreisen    | ab 7. November 1900  | zuletzt 7. Januar 1912     |

### Ostasien-Linie
Eine zweite Serie von vier Dampfern kam 1899/1901 für die Reichpostdampferlinie nach Ostasien in Dienst, die zu der Zeit nicht nur vom NDL, sondern auch von der HAPAG betrieben wurde. Der NDL setzte König Albert und Prinzess Irene ein und die HAPAG Hamburg und Kiautschou. Ende 1903 wurde der gemeinsame Dienst wieder aufgegeben. Die Kiautschou verblieb 1904 als Princess Alice beim NDL. Ab Mai 1910 kam die Princess Alice nur noch nach Ostasien zum Einsatz. Bei Kriegsausbruch war sie auf dem Weg nach Hongkong.
1913 soll die Königin Luise den Ablösetransport für die in Tsingtau eingesetzten Soldaten durchgeführt haben.
Zwei weitere sehr ähnliche Schiffe waren die 1901 gebauten Schwesterschiffe Moltke und Blücher der HAPAG, die mit Blick auf die Beteiligung an der Reichpostdampferlinie nach Ostasien in Auftrag gegeben wurden, dort aber nie zum Einsatz kamen.

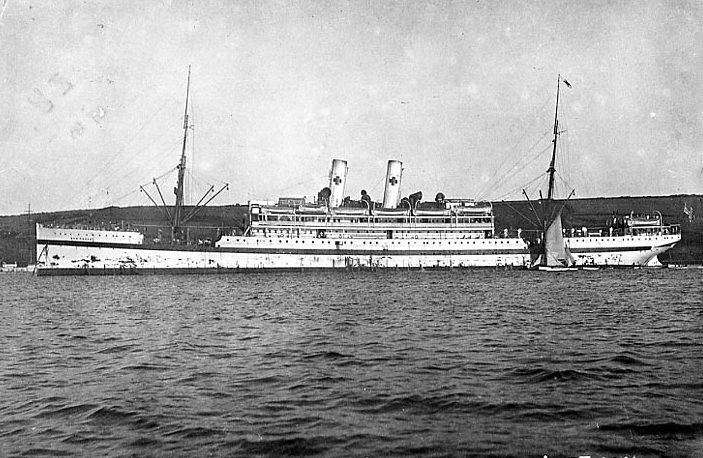
SS Hamburg, um 1914 als SS Red Cros als Hospitalschiff genutzt

| nach Ostasien  | nach Ostasien | nach Ostasien        | nach Ostasien                                        |
| -------------- | ------------- | -------------------- | ---------------------------------------------------- |
| König Albert   | 8 Rundreisen  | ab 4. Oktober 1899   | zuletzt ?                                            |
| Hamburg        | ? Rundreisen  | ab 21. März 1900     | zuletzt 1914 als Hospitalschiff SS Red Cross bekannt |
| Prinzess Irene | 7 Rundreisen  | ab 30. Oktober 1900  | zuletzt ?                                            |
| Kiautschou     | ? Rundreisen  | ab 25. Dezember 1900 | zuletzt ??.1903                                      |
| Princess Alice | ?? Rundreisen | ab 31. August 1904   | zuletzt ?. Juni 1914                                 |

### Nordatlantik-Dienst
Die Königin Luise begann am 26. März 1897 ihre Jungfernreise nach New York, das sie als erstes Schiff der Barbarossa-Klasse anlief. Sie machte im Lauf der Jahre elf Reisen Bremerhaven – New York. Am 4. April 1897 fuhr auch die Friedrich der Große, am 24. Mai die Barbarossa  erstmals nach New York. Am 5. Juni 1897 startete die Bremen von Bremerhaven aus zu ihrer Jungfernreise via Southampton nach New York City.
Alle Schwesterschiffe (auch die Ostasienschiffe) kamen auf dieser Strecke regelmäßig zum Einsatz, insbesondere in den Sommermonaten, da in dieser Zeit wenige Passagiere nach Australien fuhren. Am 30. Juni 1900 wurde die Bremen zusammen mit zwei weiteren Lloyd-Dampfern bei einem Großbrand der Hobokenpier in New York schwer beschädigt.
Nach Reparatur und Umbau beim AG Vulcan Stettin nahm die Bremen am 12. Oktober 1901 ihre Bremen-New York-Reisen wieder auf. Sie war im Zuge der Instandsetzung verlängert worden und hatte vergrößerte Passagiereinrichtungen. Der Norddeutsche Lloyd gebrauchte den Begriff Bremen-Klasse, zu der alle seine Doppelschrauben-Salonpostdampfer unterschiedlicher Bauart gehörten: Diese Klasse stand für eine luxuriöse, bequeme Überfahrt, die sich nicht an der Geschwindigkeit der zwei bis drei Tage schnelleren Atlantikliner des NDL-„Vierschornsteinquartetts“ orientierte.
Ab März 1912 erfolgte der Einsatz der Schiffe auch zu anderen US-Häfen, so machte die Königin Luise drei Reisen nach Baltimore. Die Barbarossa lief nach Galveston und auch mindestens dreimal nach Baltimore und die Friedrich der Große führte dorthin ihre letzte Friedensreise durch.

### Mittelmeer – USA–Dienst
Auf dieser Linie setzte der NDL ab 1903 bis 1914 nach und nach fünf Schiffe der Barbarossa-Klasse ein. Am 16. April 1903 wurde die König Albert erstmals von Genua über Neapel nach New York eingesetzt und verblieb dann hauptsächlich auf dieser Linie bis zu ihrer letzten Rundreise, die am 11. Juni 1914 begann. Am 30. April 1903 wurde auch das Schwesterschiff Prinzess Irene erstmals zwischen Genua und New York eingesetzt. Die beiden ursprünglichen Ostasienschiffe König Albert und Prinzess Irene waren von 1903 bis 1914 die Hauptträger dieser Linie. Anfangs mit der alten Hohenzollern (zuletzt am 21. Mai 1906) eingesetzt, konnte der NDL sich mit dieser Linie sofort den größten Anteil (24 %) des Verkehrs mit italienischen Auswandern sichern.
Drei weitere der Barbarossa-Dampfer des NDL wurden auch zeitweise auf dieser Strecke eingesetzt, so die Königin Luise erstmals am 25. Februar 1904 (zuletzt am 25. Mai 1911), die Barbarossa erstmals am 16. März 1906 (18 Reisen bis zum 6. November 1913) und die Friedrich der Große erstmals am 22. März 1907 (16 Reisen bis zum 25. Juli 1912) und vermutlich 1911 auch die Grosser Kurfürst.
Dazu kam dann am 15. Mai 1909 noch die erheblich größere Berlin.

## Im Dienst der HAPAG
Die Hamburg war 1900 das erste Schiff dieser Klasse im Dienst der HAPAG auf der Ostasienpostlinie in Zusammenarbeit mit dem Norddeutschen Lloyd (NDL). Die Hamburg verblieb als Einzelschiff bei der HAPAG, während das Schwesterschiff Kiautschou an den NDL abgegeben wurde.
Die Hamburg wurde ab 1904 nach New York, ab 1905 auch zwischen Genua und New York und zu Kreuzfahrten eingesetzt. So verkehrte sie im Winter 1910/1911 verkehrte zwischen New York und Havanna auf Kuba. zb erfolgte am 2. Juni 1904. Im Winter 1904/1905 wurde die Hamburg auf der Reiherstiegwerft umgebaut und dem veränderten Fahrtgebiet angepasst.
Die modifizierten Schwesterschiffe Moltke und Blücher wurden in gleicher Weise eingesetzt. Die Moltke machte 34 Rundreisen nach New York und 77 Rundreisen auf der Strecke vom Mittelmeer in die USA.
Die Blücher führte mehr Kreuzfahrten durch, u. a. eine 81-tägige bis nach Feuerland. 1912 erfolgte ein Umbau des Schiffes, das nun zum Río de la Plata im Verbund mit dem HSDG-Dampfer Cap Finisterre (14.503 BRT) eingesetzt werden sollte. Am 26. Juni 1912 nahm die Blücher diesen Dienst auf.

## Einsätze in amerikanischen Diensten
Bei Kriegseintritt der USA 1917 wurden die im US-Machtbereich liegenden deutschen Schiffe beschlagnahmt. Sechs Schiffe der Barbarossa-Klasse kamen in den Dienst der US-Navy und transportierten Truppen nach Europa und nach dem Waffenstillstand wieder zurück in die USA.
| Truppentransporte   | Truppentransporte    | Truppentransporte     | Truppentransporte   | Truppentransporte |
| ------------------- | -------------------- | --------------------- | ------------------- | ----------------- |
| Name                | US-Name              | Anzahl der Rundreisen | Truppen nach Europa | Rückführung       |
| Friedrich der Große | USS Huron            | 15                    | 21.871 Soldaten     | 22.128 Mann       |
| Barbarossa          | USS Mercury          | 15                    | >18.000 Soldaten    | >20.000 Mann      |
| Hamburg             | USS Powhatan         | 12+                   | 15.274 Soldaten     | 11.803 Mann       |
| Prinzess Irene      | USS Pocahontas       | 18                    | 24.573 Soldaten     | 23.296 Mann       |
| Princess Alice      | USS Princess Matoika | 14                    | 21.216 Soldaten     | 30.110 Mann       |
| Grosser Kurfürst    | USS Aeolus           | 15                    | 24.770 Soldaten     | 27.098 Mann       |

## Verbleib der Schiffe der Barbarossa-Klasse
| in Dienst  | Name                               | Tonnage             | Werft                    | Status/Schicksal |
| 11.11.1896 | Friedrich der Große                | 10531 BRT           | AG Vulcan Stettin        | 1914 in New York aufgelegt / 1917 Huron, 1922 City of Honolulu, 12. Oktober 1922 400 sm vor Los Angeles in Brand und gesunken                                                                   |
| 03.01.1897 | Barbarossa                         | 10769 BRT           | Blohm & Voss AG, Hamburg | 1914 in New York aufgelegt / 1917 Mercury, 1924 abgewrackt |
| 16.03.1897 | Königin Luise                      | 10566 BRT           | AG Vulcan, Stettin       | 1919 an Shipping Controller, London, ausgeliefert, 1921 Omar, 1924 Edison, 1935 abgewrackt |
| 26.05.1897 | Bremen                             | 10522 BRT 11540 BRT | F. Schichau, Danzig      | 1919 an Shipping Controller, London, ausgeliefert, lief als Constantinople für die Byron Line, 1924 King Alexander, 1929 abgewrackt                                                             |
| 27.08.1899 | König Albert                       | 10643 BRT           | AG Vulcan, Stettin       | August 1914 in Genua aufgelegt / 1915 durch Italien beschlagnahmt, Ferdinando Palasciano, 1923 Italia, 1926 abgewrackt                                                                          |
| 12.03.1900 | Hamburg                            | 10532 BRT           | AG Vulcan, Stettin       | 1914 in New York interniert, 1917 Powhatan, New Rochelle, Hudson, President Fillmore, 1928 abgewrackt                                                                                           |
| 26.04.1900 | Grosser Kurfürst                   | 13183 BRT           | F. Schichau, Danzig      | in New York aufgelegt / 1917 Aeolus, City of Los Angeles, 1937 abgewrackt |
| 06.09.1900 | Prinzess Irene                     | 10881 BRT           | AG Vulcan, Stettin       | in New York aufgelegt / 1917 Pocahontas, 1923 bis 1932 wieder im Dienst des NDL, 1923: Bremen (III) / 1928: Karlsruhe (II) / 1932 Abbruch                                                       |
| 14.12.1900 | Kiautschou ab 1904: Princess Alice | 10911 BRT           | AG Vulcan, Stettin       | 1914 in Cebu/Philippinen interniert, 1917 Princess Matoika, 1922 President Arthur, 1927 City of Honolulu, 1930 ausgebrannt, 1933 abgewrackt                                                     |
| 22.02.1902 | Moltke                             | 12335 BRT           | Blohm & Voss, Hamburg    | im August 1914 in Genua aufgelegt, im Mai 1915 beschlagnahmt, umbenannt in Pesaro, 1919 in den Dienst des Lloyd Sabaudo, Genua, 1925 Abbruch                                                    |
| 31.05.1902 | Blücher                            | 12334 BRT           | Blohm & Voss, Hamburg    | am 3. August 1914 in Pernambuco aufgelegt, am 1. Juni 1917 beschlagnahmt, umbenannt in Leopoldina, Februar 1918 an CGT, Frankreich, verchartert, 1923 umbenannt in Suffren, Genua, 1929 Abbruch |